# Pferde-Sesel
Der Pferde-Sesel (Seseli hippomarathrum), auch Pferdedill genannt, ist eine Pflanzenart aus der Gattung Bergfenchel (Seseli) innerhalb der Familie der Doldenblütler (Apiaceae).

## Beschreibung

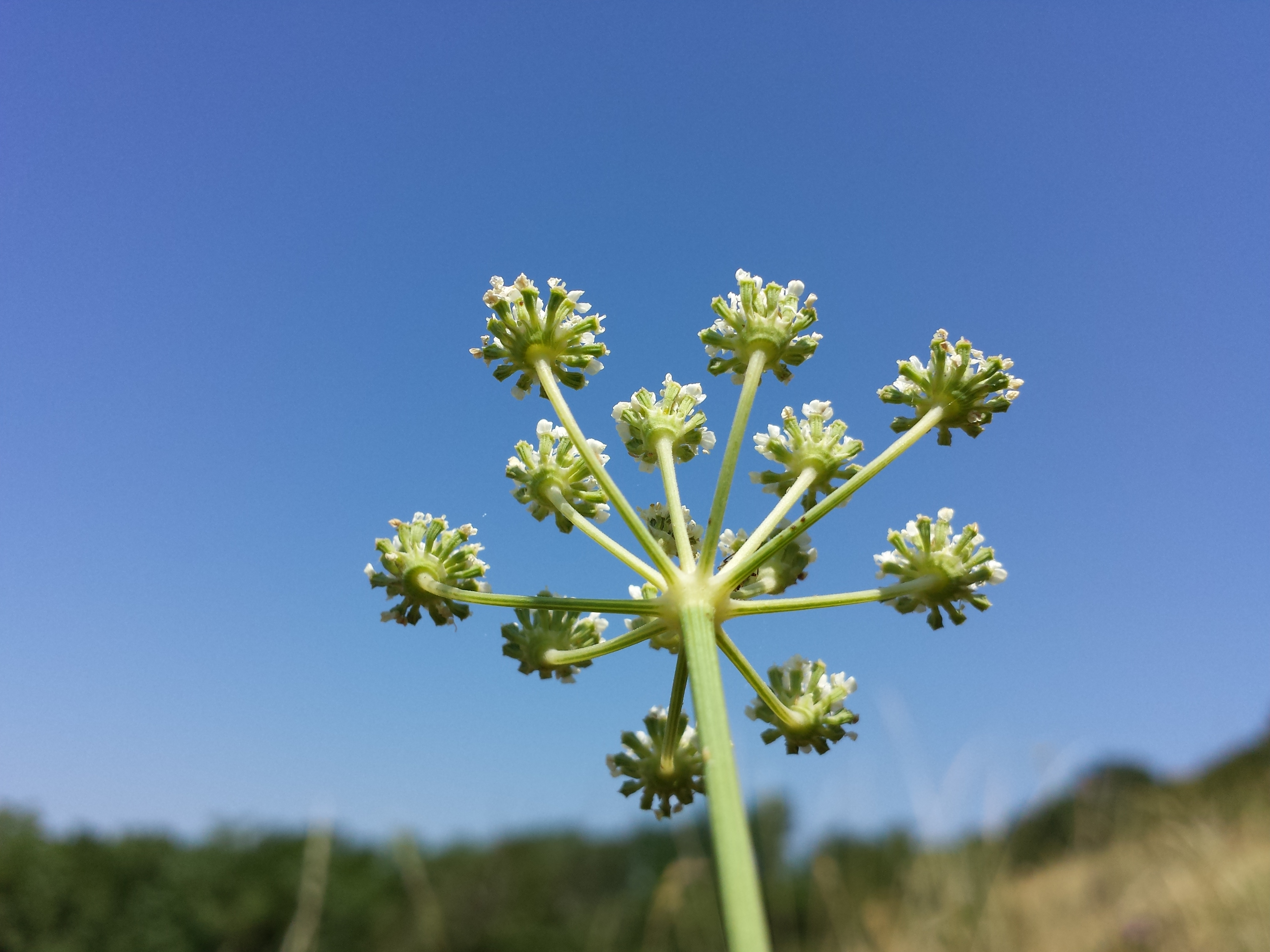
Unteransicht einer Dolde: die Hüllchenblätter sind becherartig miteinander verwachsen.

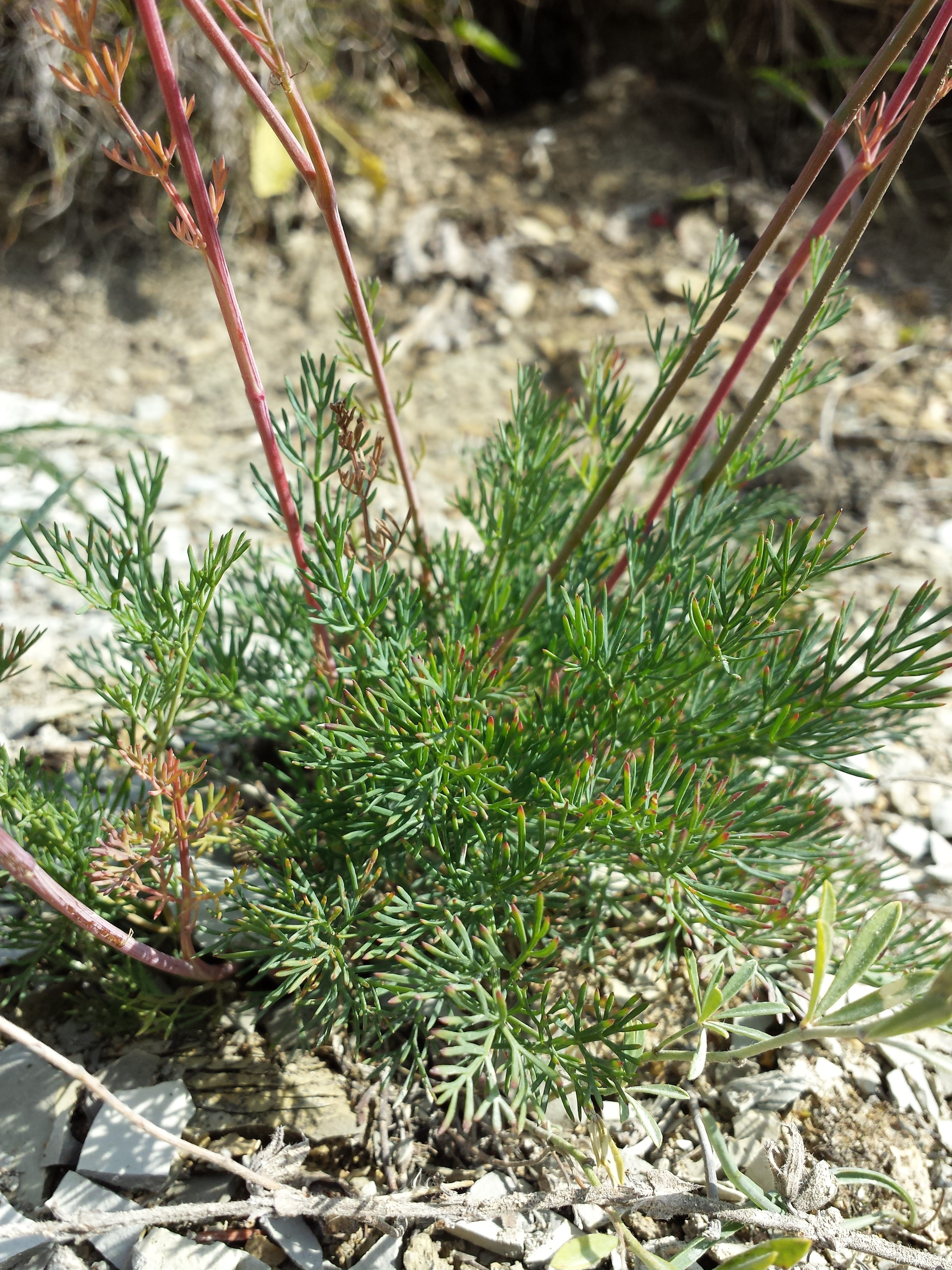
Grundblätter und Stängel

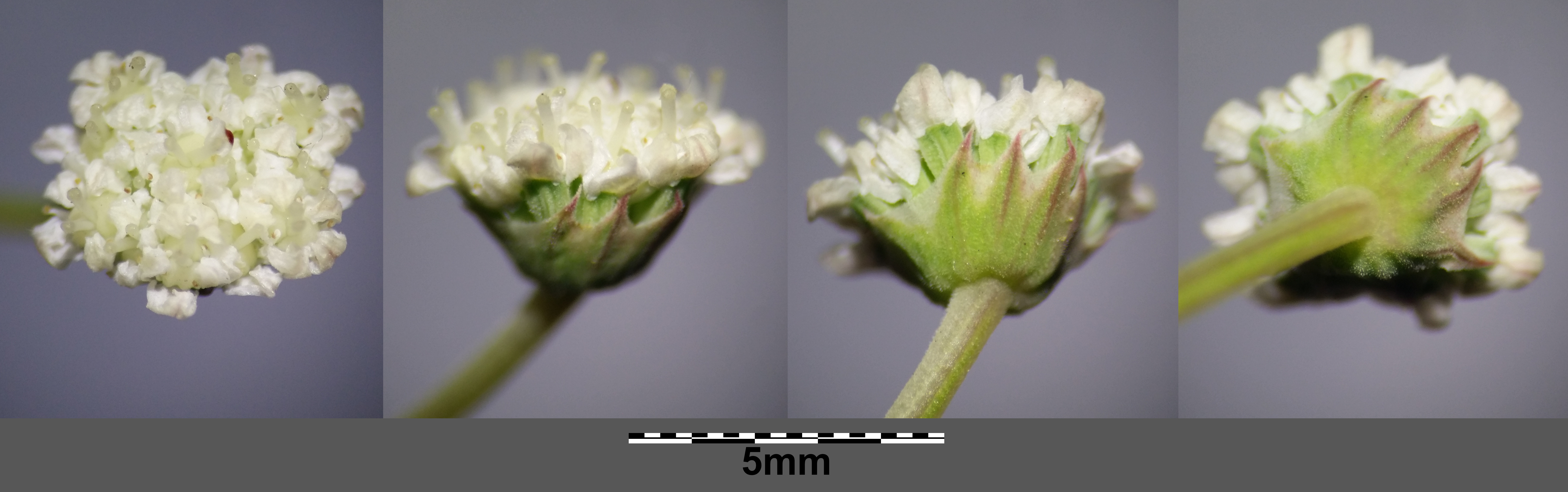
Blüten

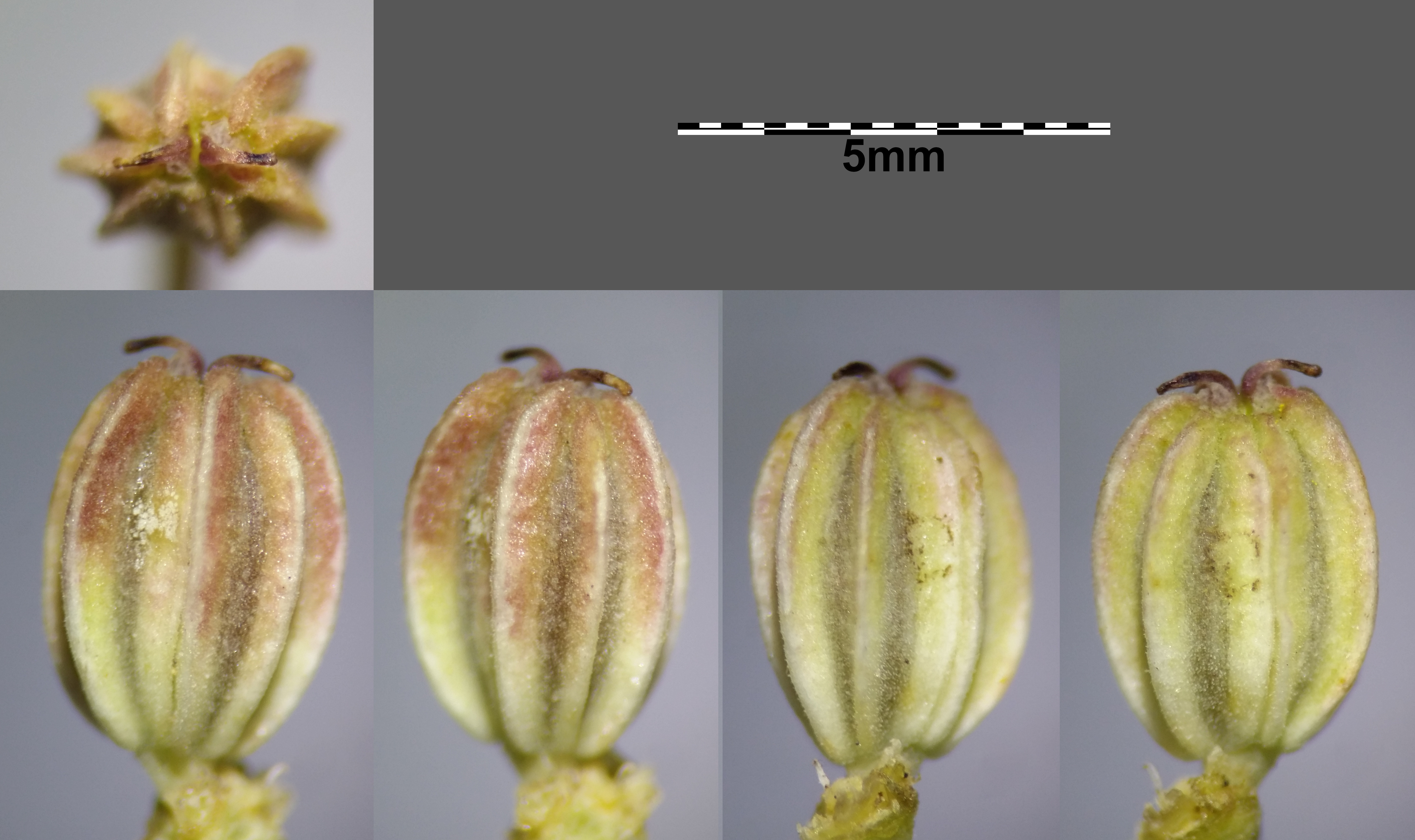
Früchte

### Vegetative Merkmale
Der Pferde-Sesel ist eine ausdauernde krautige Pflanze, die Wuchshöhen von meist 15 bis 60 (bis 90) Zentimeter erreicht. Der Stängel weist am Grund einen Faserschopf aus abgestorbenen Laubblättern auf. Er ist aufsteigend bis aufrecht, kahl, hart, stielrund und meist erst oben verzweigt.
Die 10 bis 20 Zentimeter langen blaugrünen Laubblätter sind drei- bis vierfach gefiedert bis fiederschnittig. Die Laubblattzipfel sind bei einer Breite von meist noch nicht einmal einem Millimeter schmal-linealisch. Sie haben unterseits eine stark vorspringenden Mittelnerv. Die Stiele der Grundblätter sind oberseits rinnenförmig vertieft. Die Stängelblätter sitzen auf einer öhrchenförmig vorgezogenen etwas bewimperten Blattscheide. Sie sind viel kleiner und auch weniger stark zerteilt als die Grundblätter.

### Generative Merkmale
Die Blühzeit des Pferde-Sesel reicht in Mitteleuropa von Juli bis Oktober. Der doppeldoldige Blütenstand weist meist keine Hüllblätter und fünf bis zwölf Doldenstrahlen auf, die zumindest auf der Innenseite flaumig behaart sind. Die Hüllchenblätter der Döldchen sind fast bis zur Spitze becherartig miteinander verwachsen. Die Doppeldolde hat einen Durchmesser von etwa 2 bis 4 Zentimeter. Die Blütenstiele sind 1 bis 2 Millimeter lang. Die Blüte riecht stark und unangenehm.
Die Blüte besitzt eine doppelte Blütenhülle. Die Kelchblätter sind meist nur undeutlich ausgebildet. Die Kronblätter sind weiß und kahl. Der Vorderrand der Kronblätter ist ausgerandet bis gekerbt. Der Kronblattflügel ist maximal ein Viertel so lang wie das Kronblatt. Das eingeschlagene Läppchen (Lobulum inflexum) ist riemenförmig und ein Fünftel so lang bis gleich lang wie das Kronblatt ohne Flügel. Der Griffel ist zuerst kurz, später verlängert und etwa doppelt so lang wie das niedrig-gewölbte Griffelpolster. Die Frucht ist gerippt, zur Blütezeit feinflaumig behaart und bei der Reife fast kahl. Sie ist ellipsoidisch und etwa 4 bis 6 Millimeter lang.
Die Chromosomenzahl beträgt 2n = 20.

## Ökologie
Beim Pferde-Sesel handelt es sich um einen Hemikryptophyten.
Auf ihm schmarotzen die Pilze Puccinia bullata, Puccinia oreoselini, Aecidium seselis, Protomyces macrosporus und Leptosphaeria libanotis. Gallen werden gebildet durch Schizomyia pympinellae, Eriophyes peucedani und Lasioptera carophila.

## Vorkommen und Gefährdung
Der Pferde-Sesel ist in Österreich, Deutschland, Tschechien, der Slowakei, Ungarn, Kroatien, Serbien, Rumänien und der Ukraine indigen.
In Österreich tritt der Pferde-Sesel im pannonischen Gebiet zerstreut, sonst nur selten, auf Trockenrasen und in Föhrenwäldern in der collinen bis untermontanen Höhenstufe auf. Die Vorkommen beschränken sich auf die Bundesländer Wien, Niederösterreich und das Burgenland. In Oberösterreich ist Seseli hippomarathrum ausgestorben, ansonsten gilt sie in Österreich als gefährdet.
In Deutschland und den Bundesländern Baden-Württemberg, Rheinland-Pfalz und Sachsen-Anhalt gilt Seseli hippomarathrum als „stark gefährdet“. Das Vorkommen von Seseli hippomarathrum ist auf die genannten Bundesländer beschränkt. Seseli hippomarathrum ist in Mitteleuropa pflanzensoziologisch eine Charakterart des Verbands Festucion-valesiacae, kommt aber selten auch in Pflanzengesellschaften des Verbands Xerobromion oder des Verbands Seslerio-Festucion vor.

## Taxonomie
Die Erstveröffentlichung von Seseli hippomarathrum Jacq. erfolgte 1762 durch Nicolaus Joseph von Jacquin in Enumeratio stirpium plerarumque, quae sponte crescunt in agro vindobonensi, montibusque confinibus, S. 52, 224. Das Artepitheton hippomarathrum bedeutet „Pferdefenchel“.